# Maldives International Series
Die Maldives International Challenge ist im Badminton eine offene internationale Meisterschaft der Malediven. Sie wurde erstmals 2023 ausgetragen.

## Turniergewinner
| Saison | Herreneinzel              | Dameneinzel       | Herrendoppel                          | Damendoppel             | Mixed                                    |
| ------ | ------------------------- | ----------------- | ------------------------------------- | ----------------------- | ---------------------------------------- |
| 2023   | Sathish Kumar Karunakaran | Deepshikha Singh  | Choi Jian Sheng Bryan Jeremy Goonting | Go Pei Kee Valeree Siow | Sathish Kumar Karunakaran Aadya Variyath |
| 2024   | nicht ausgetragen         | nicht ausgetragen | nicht ausgetragen                     | nicht ausgetragen       | nicht ausgetragen                        |